# Trofeo EFE
El Trofeo EFE es un galardón que otorga la Agencia de noticias EFE anualmente desde la temporada 1990-91, a aquellos futbolistas iberoamericanos que durante la temporada de la Liga española de fútbol hayan conseguido la mayor cantidad de puntos, de acuerdo con la opinión de los redactores de la agencia.
Actualmente se han entregado 27 trofeos, más dos distinciónes especiales: en el año 2000 a Fernando Redondo, nombrándolo mejor jugador iberoamericano de la década de 1990 y en el año 2017 al Real Madrid C. F.
Lionel Messi es el registro ganador en la historia del premio con 5 veces.

## Premiados

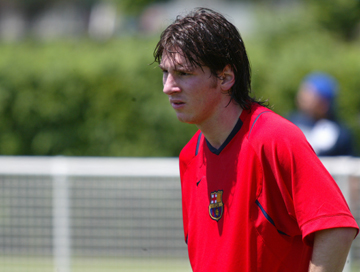
Lionel Messi es el registro ganador en la historia del Trofeo EFE con cinco veces.

| Temporada     | Ganador           | País       | Club                             |
| ------------- | ----------------- | ---------- | -------------------------------- |
| 1990-91       | Rommel Fernández  | Panamá     | C. D. Tenerife                   |
| 1991-92       | José Luis Zalazar | Uruguay    | Albacete Balompié                |
| 1992-93       | Iván Zamorano     | Chile      | Real Madrid C. F.                |
| 1993-94       | Romário           | Brasil     | F. C. Barcelona                  |
| 1994-95       | Iván Zamorano     | Chile      | Real Madrid C. F.                |
| 1995-96       | Diego Simeone     | Argentina  | Club Atlético de Madrid          |
| 1996-97       | Ronaldo           | Brasil     | F. C. Barcelona                  |
| 1997-98       | Roberto Carlos    | Brasil     | Real Madrid C. F.                |
| 1998-99       | Rivaldo           | Brasil     | F. C. Barcelona                  |
| 1999-00       | Martín Herrera    | Argentina  | Deportivo Alavés                 |
| Años 1990 (*) | Fernando Redondo  | Argentina  | C. D. Tenerife/Real Madrid C. F. |
| 2000-01       | Roberto Acuña     | Paraguay   | Real Zaragoza                    |
| 2001-02       | Javier Saviola    | Argentina  | F. C. Barcelona                  |
| 2002-03       | Ronaldo           | Brasil     | Real Madrid C. F.                |
| 2003-04       | Ronaldinho        | Brasil     | F. C. Barcelona                  |
| 2004-05       | Diego Forlán      | Uruguay    | Villarreal C. F.                 |
| 2005-06       | Pablo Aimar       | Argentina  | Valencia C. F.                   |
| 2006-07       | Lionel Messi      | Argentina  | F. C. Barcelona                  |
| 2007-08       | Sergio Agüero     | Argentina  | Club Atlético de Madrid          |
| 2008-09       | Lionel Messi      | Argentina  | F. C. Barcelona                  |
| 2009-10       | Lionel Messi      | Argentina  | F. C. Barcelona                  |
| 2010-11       | Lionel Messi      | Argentina  | F. C. Barcelona                  |
| 2011-12       | Lionel Messi      | Argentina  | F. C. Barcelona                  |
| 2012-13       | Cristiano Ronaldo | Portugal   | Real Madrid C. F.                |
| 2013-14       | Diego Costa       | España     | Club Atlético de Madrid          |
| 2014-15       | Luis Suárez       | Uruguay    | F. C. Barcelona                  |
| 2015-16       | Keylor Navas      | Costa Rica | Real Madrid C. F.                |
| 2016-17 (*)   | Real Madrid C. F. | España     | Real Madrid C. F.                |
| 2017-18       | Edinson Cavani    | Uruguay    | París Saint-Germain              |
| 2019-20       | Casemiro          | Brasil     | Real Madrid C. F.                |
| 2020-21       | Luis Suárez       | Uruguay    | Club Atlético de Madrid          |
| 2021-22       | Vinícius Júnior   | Brasil     | Real Madrid C. F.                |
| 2022-23       | Vinícius Júnior   | Brasil     | Real Madrid C. F.                |

(*) Distinción especial.

### Trofeos por jugador
| Jugador                              | Trofeo | Temporadas ganador                          |
| ------------------------------------ | ------ | ------------------------------------------- |
| Lionel Messi                         | 5      | 2006-07, 2008-09, 2009-10, 2010-11, 2011-12 |
| Ronaldo                              | 2      | 1996-97, 2002-03                            |
| Iván Zamorano                        | 2      | 1992-93, 1994-95                            |
| Luis Suárez                          | 2      | 2014-15, 2020-21                            |
| Vinícius Júnior                      | 2      | 2021-22, 2022-23                            |
| Rommel Fernández                     | 1      | 1990-91                                     |
| José Luis Zalazar                    | 1      | 1991-92                                     |
| Romário                              | 1      | 1993-94                                     |
| Diego Simeone                        | 1      | 1995-96                                     |
| Roberto Carlos                       | 1      | 1997-98                                     |
| Rivaldo                              | 1      | 1998-99                                     |
| Martín Herrera                       | 1      | 1999-00                                     |
| Fernando Redondo (Edición especial)  | 1      | Años 1990                                   |
| Roberto Acuña                        | 1      | 2000-01                                     |
| Javier Saviola                       | 1      | 2001-02                                     |
| Ronaldinho                           | 1      | 2003-04                                     |
| Diego Forlán                         | 1      | 2004-05                                     |
| Pablo Aimar                          | 1      | 2005-06                                     |
| Sergio Agüero                        | 1      | 2007-08                                     |
| Cristiano Ronaldo                    | 1      | 2012-13                                     |
| Diego Costa                          | 1      | 2013-14                                     |
| Keylor Navas                         | 1      | 2015-16                                     |
| Real Madrid C. F. (Edición especial) | 1      | 2016-17                                     |
| Edinson Cavani                       | 1      | 2017-18                                     |
| Casemiro                             | 1      | 2019-20                                     |